# 金王孫
金王孙（?—?），槐里人，汉朝人物，汉武帝母亲王娡的前夫。金王孙和王娡生一女金俗。

## 簡介
王娡的母亲臧儿是燕王臧荼的孫女，臧荼在消滅異姓王風潮中被殺，臧儿也淪為平民，嫁槐里人王仲，長女王氏（一說名為王娡）、次女王兒姁。
臧兒卜筮出两个女儿皆贵不可言，認為金王孫沒出息，就逼迫王娡与金王孙离婚。金王孙大怒，不肯将妻子交给岳母。但臧儿仍然逼迫離婚，金王孫就這樣把妻子交出給臧儿。
臧儿将两个女儿一併嫁給太子刘启（后登極，是為汉景帝）。刘启與王夫人生一子刘彻，就是汉武帝。王兒姁生子广川王刘越、胶东王刘寄、清河王刘乘、常山王刘舜。
汉武帝即位时，金王孙已死，后来武帝得知在民间尚有一同母异父姐姐金俗，就将金俗接入长安，封修成君。